# Camel Trophy

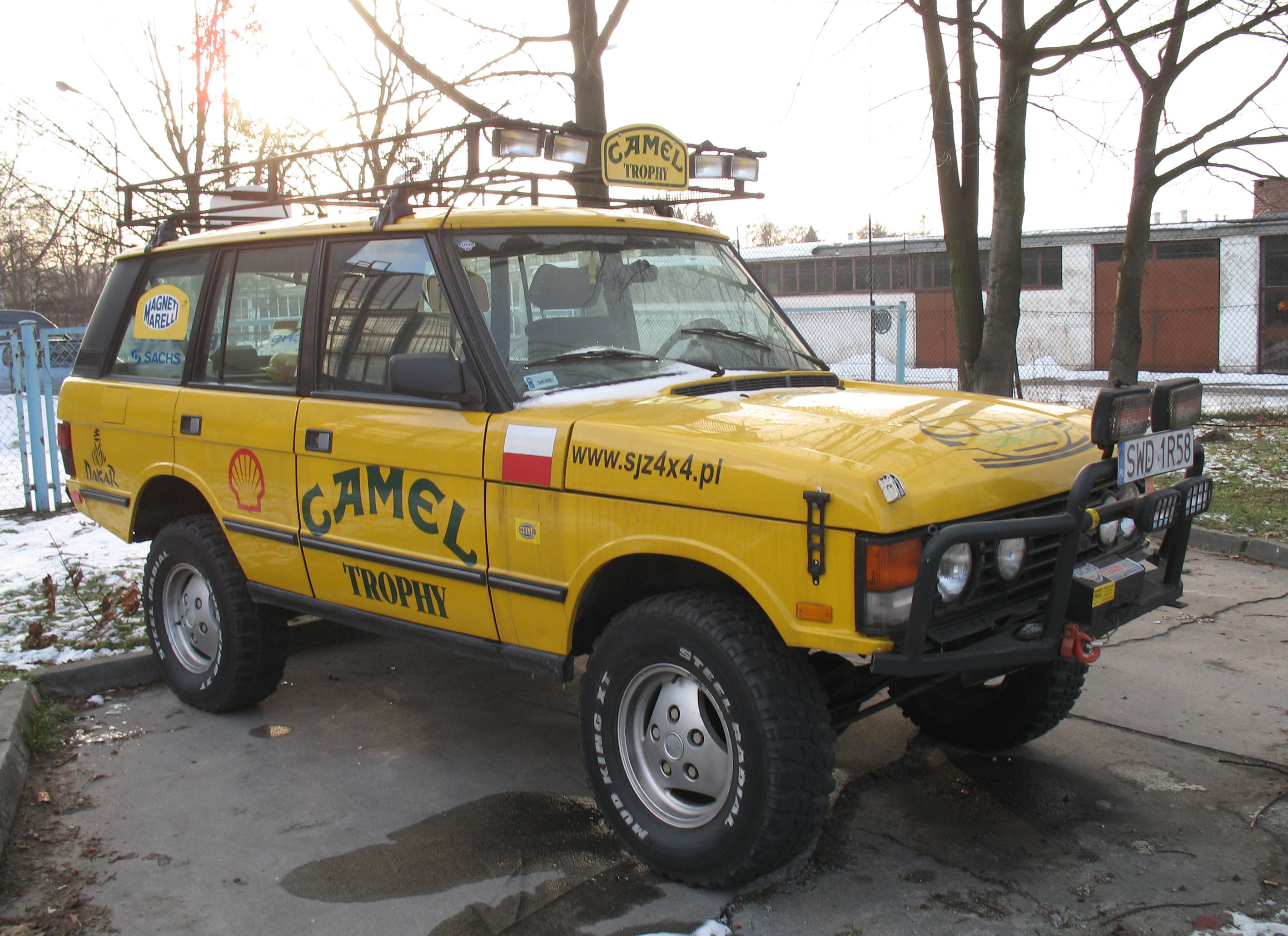
Range Rover, który brał udział w Camel Trophy

Rajd Camel Trophy – off-roadowy rajd samochodowy, który po raz pierwszy odbył się w 1980 roku w Amazonii. Udział wzięły trzy załogi z Niemiec w samochodach marki Jeep. Była to jedyna lądowa edycja tego rajdu nie odbywająca się przy użyciu Land Roverów, ponieważ zaczynając od Trophy na Sumatrze w 1981 roku wszystkie edycje odbywały się przy użyciu różnych modeli Land Roverów, takich jak Range Rover, Series III, Defender, Discovery. Wszystkie samochody były pomalowane w charakterystycznym piaskowo-żółtym kolorze (sandglow).
Od 1991 roku w rajdzie, uznawanym raczej za najtrudniejszą wyprawę offroadową na świecie (z elementami rywalizacji sportowej w postaci tzw. special tasks), brali udział Polacy. Pierwszą załogą byli Grzegorz Kowalski i Sławomir Makaruk, który po rajdzie dołączył do ekipy organizatorów i jako szef polskiej ekipy uczestniczył we wszystkich edycjach z udziałem polskich zespołów (do 1996).

## Poszczególne rajdy
- 1980: Amazonia
- 1981: Sumatra
- 1982: Papua-Nowa Gwinea
- 1983: Zair
- 1984: Brazylia
- 1985: Borneo
- 1986: Australia
- 1987: Madagaskar
- 1988: Sulawesi
- 1989: Amazonia
- 1990: Syberia
- 1991: Tanzania i Burundi
- 1992: Gujana
- 1993: Sabah i Malezja
- 1994: Argentyna, Paragwaj, Chile
- 1995: Belize, Meksyk, Gwatemala, Salwador i Honduras.
- 1996: Kalimantan
- 1997: Mongolia
- 1998: Argentyna i Chile

## Udział polskich załóg w rajdzie Camel Trophy
Polskie ekipy wystartowały w 6 rajdach Camel Trophy:
- 1991: Sławomir Makaruk - Grzegorz Kowalski
- 1992: Zbigniew Kieras - Wojciech Palczewski
- 1993: Ernest Daniszewski - Paweł Orkisz
- 1994: Piotr Konopka - Sławomir Paćko
- 1995: Wojciech Stawowiak - Marek Klar
- 1996: Jarosław Kazberuk - Michał Kiełbasiński